# San Pedro Cholul
Hacienda San Pedro Cholul fue una hacienda abandonada del municipio de Mérida en el estado de Yucatán localizado en el sureste de México. Dicha hacienda tuvo su máximo esplendor durante el auge henequenero a finales del siglo XIX y principios del XX. El casco de la hacienda fue demolido excepto su chimenea en 2018.

## Origen del nombre
El nombre hace referencia al apóstol Simón Pedro y cholul que en idioma maya significa madera en el agua.

## Localización
La Hacienda San Pedro Cholul se encontraba al oriente de la autopista que conduce de Mérida a Motul. Antiguamente por esa autopista corría la vía del tren Mérida-Motul.

## Infraestructura
Entre la infraestructura con la que contaba y actualmente en ruinas:
- Una casa principal.
- Una capilla.
- Una chimenea.
- Unas construcciones menores.

## Otros puntos de importancia
La construcción de vivienda masiva puso al descubierto yacimientos arqueológicos los cuales junto con la exhacienda serán incorporados a la urbanización. En el interior de la hacienda se encuentra un cenote.

## Demografía
En 2010 según el INEGI, la población de la localidad era de 6 habitantes.
| 158                         | 102 | 79 | 95 | 46 | 46 | 34 | 45 | 6 |
| (Fuente: INEGI [Consultar]) |     |    |    |    |    |    |    |   |

## Galería

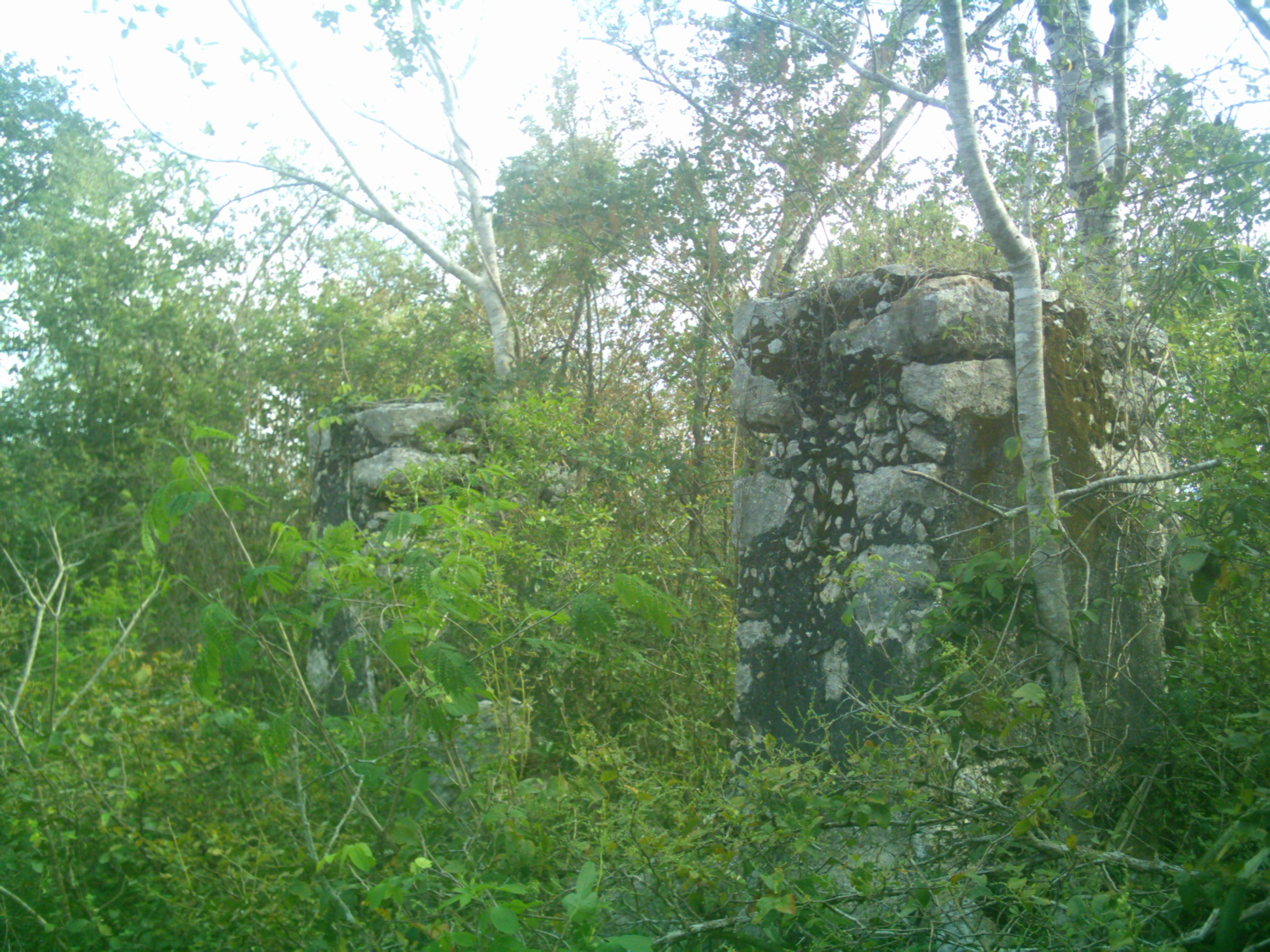
Entrada de la hacienda San Pedro Cholul.
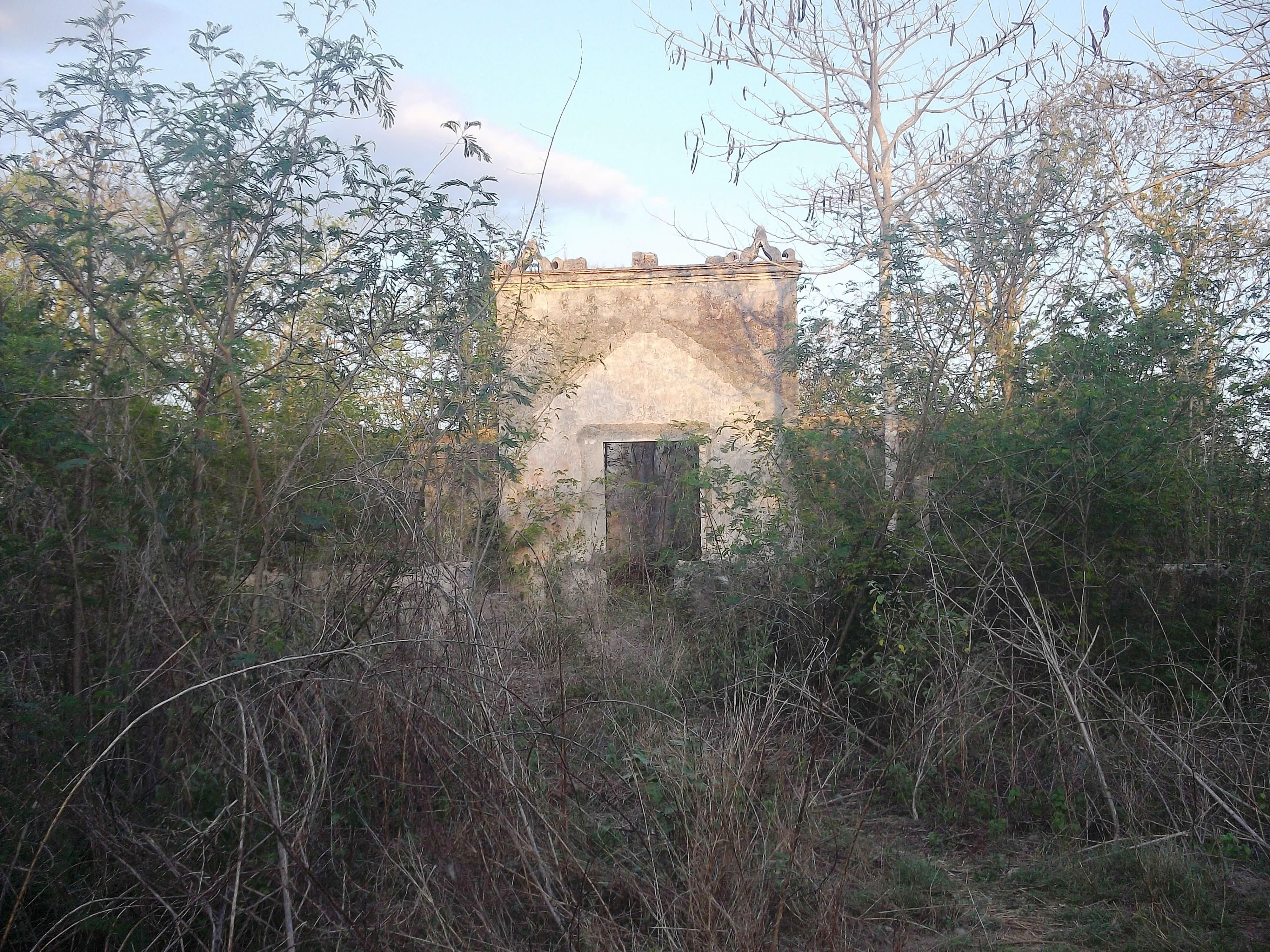
Vista de la hacienda San Pedro Cholul.
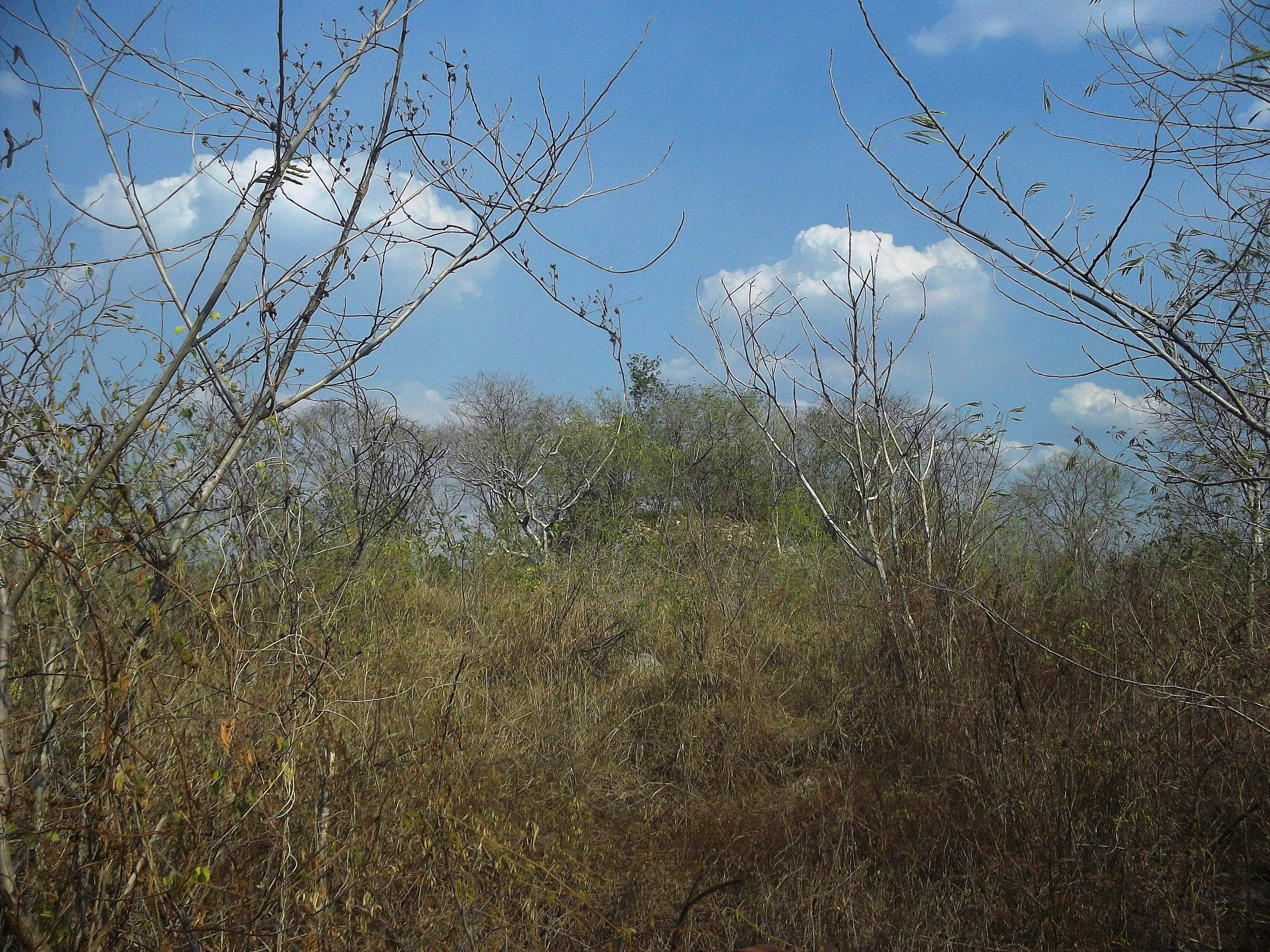
Vestigios arqueológicos de San Pedro Cholul.
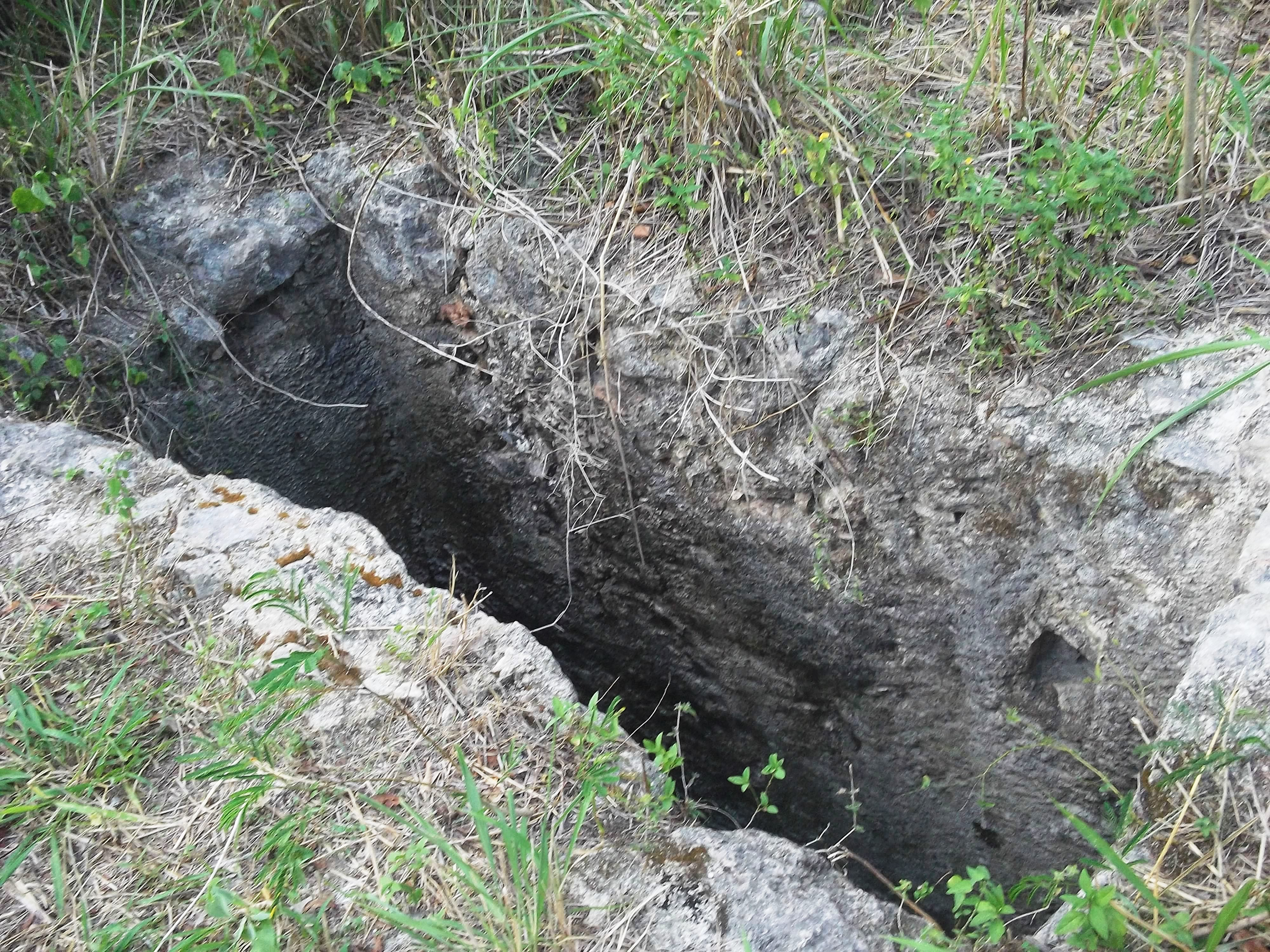
Cenote de San Pedro Cholul.
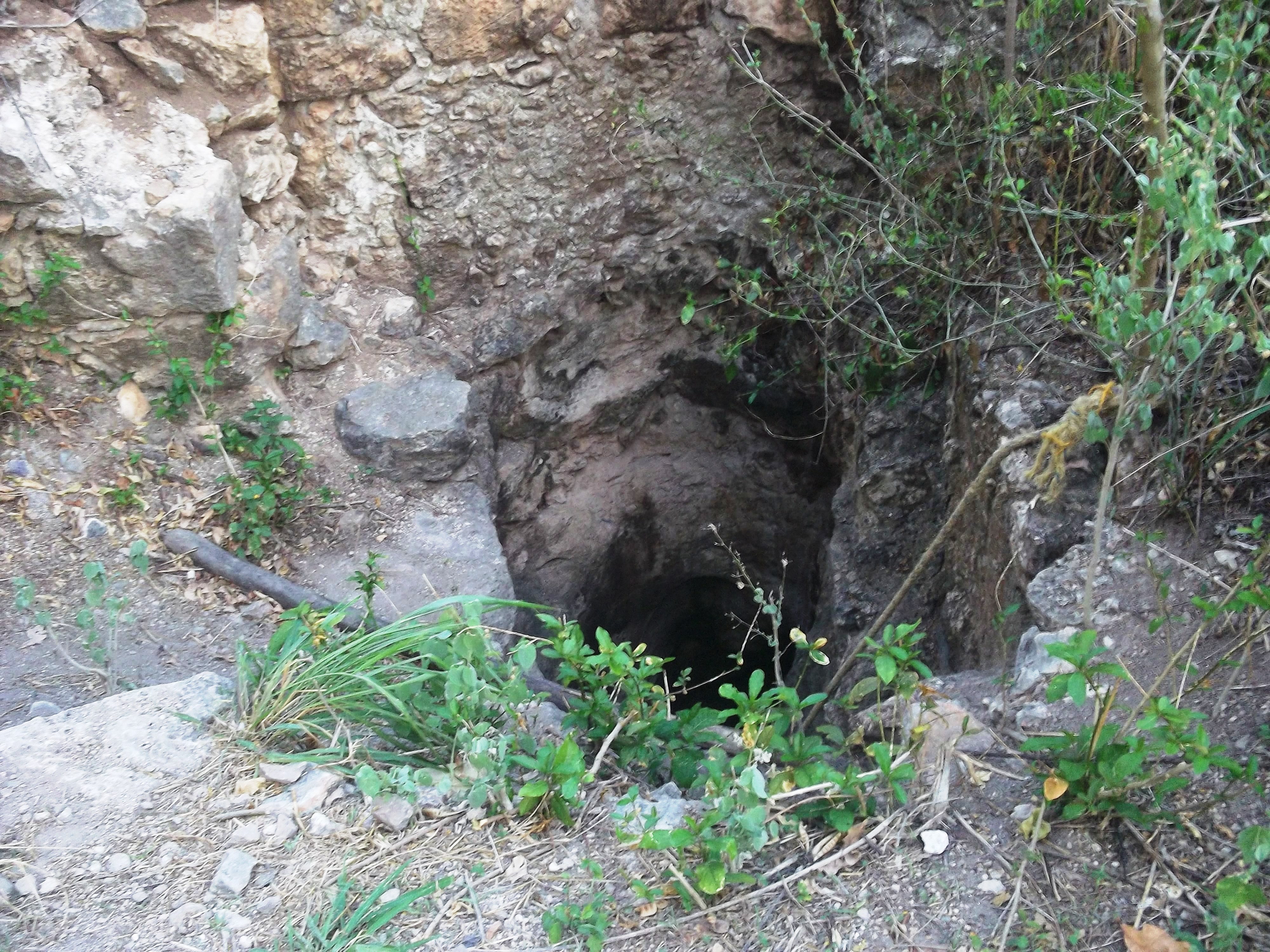
Cenote de San Pedro Cholul.